# Одарённые (телесериал)
«Одарённые» (англ. The Gifted) — американский телесериал, первый для Marvel и Fox совместный проект о мутантах. Сериал является частью серии фильмов «Люди Икс», но его действия происходят в другой вселенной. Производством сериала занималась 20th Television в сотрудничестве с Marvel Television, а Мэтт Никс выступил в качестве шоураннера. Со стороны Fox в проекте приняли участие Брайан Сингер, Саймон Кингберг, Лорен Шулер Доннер и Мэтт Никс, со стороны Marvel — Джеф Лоуб и Джим Чори. Креативный контроль осуществлял Мэтт Никс.
Заказу пилотного эпизода предшествовала неудачная попытка создания сериала о персонажах серии комиксов Люди Икс в 2016 году. Полный сезон «Одарённых» был заказан в мае 2017. Премьера тринадцатисерийного первого сезона состоялась 2 октября 2017 года на канале Fox. Премьера второго сезона состоялась 25 сентября 2018 года.
18 апреля 2019 года канал FOX закрыл телесериал после двух сезонов.

## Сюжет
Сюжет сосредоточен на двух обычных родителях, чьи дети открывают в себе сверхъестественные способности. Из-за этого семья вынуждена скрываться от правительства, настроенного враждебно по отношению к мутантам. Они присоединяются к подпольной организации мутантов и начинают свою борьбу за выживание.

## Актёрский состав
= Главная роль в сезоне
     = Второстепенная роль в сезоне
     = Гостевая роль в сезоне
     = Не появляется

### Основной состав
| Стивен Мойер     | Рид Стракер                  | 13 | 16 | 29 |
| Эми Экер         | Кейтлин Стракер              | 13 | 16 | 29 |
| Шон Тил          | Маркос Диаз / Эклипс         | 13 | 16 | 29 |
| Натали Элин Линд | Лорен Стракер                | 13 | 16 | 29 |
| Перси Хайнс Уайт | Энди Стракер                 | 13 | 16 | 29 |
| Коби Белл        | Джейс Тернер                 | 11 | 12 | 23 |
| Джейми Чон       | Кларис Фонг / Блинк          | 13 | 16 | 29 |
| Блэр Редфорд     | Джон Праудстар / Буревестник | 13 | 16 | 29 |
| Эмма Дюмон       | Лорна Дэйн / Полярис         | 13 | 16 | 29 |
| Скайлер Сэмюэлс  | Эсме Фрост                   | 6  | 15 | 21 |
| Скайлер Сэмюэлс  | Фиби Фрост                   | 4  | 14 | 18 |
| Скайлер Сэмюэлс  | Софи Фрост                   | 4  | 14 | 18 |
| Грейс Джили      | Рива Пэйдж                   |    | 10 | 10 |
| Всего эпизодов   | Всего эпизодов               | 13 | 16 | 29 |

### Второстепенный состав
| Хейли Ловитт           | Тесса Найлз / Сэйдж           | 12 | 8  | 20 |
| Елена Сатине           | Соня Симонсон / Мечтательница | 9  |    | 9  |
| Джермейн Риверс        | Дребезг                       | 10 | 1  | 11 |
| Гаррет Диллахант       | Родерик Кэмпбелл              | 10 |    | 10 |
| Джо Неммерс            | Эд Викс                       | 9  |    | 9  |
| Дэнни Рамирес          | Вэс                           | 3  |    | 3  |
| Дерек Джеймс Джонс     | Трейдер                       | 3  |    | 3  |
| Джефф Дэниел Филлипс   | Фэйд                          | 5  | 6  | 11 |
| Френсис Тернер         | Пола Тернер                   | 4  | 4  | 8  |
| Рене Ривера            | Марк / Булк                   | 2  | 6  | 8  |
| Эринн Рут              | Эванджелин Уэдон              | 1  | 3  | 4  |
| Майкл Лувоай           | Лео / Эрг                     |    | 8  | 8  |
| Том О’Киф              | Тед Уилсон                    |    | 10 | 10 |
| Анджелика Бетт Феллини | Ребекка Гувер / Твист         |    | 6  | 6  |
| Питер Галлахер         | Бенедикт Райан                |    | 10 | 10 |
| Лайсла Де Оливейра     | Глоу                          |    | 3  | 3  |
| Джеймс Карпинелло      | Макс                          |    | 3  | 3  |
| Шелле Рамос            | Хейзер                        |    | 6  | 6  |
| Тайшон Фриман          | Тико                          |    | 6  | 6  |
| Всего эпизодов         | Всего эпизодов                | 13 | 16 | 29 |

## Список серий
| Сезон | Сезон | Эпизоды | Оригинальная дата показа | Оригинальная дата показа |
| Сезон | Сезон | Эпизоды | Премьера сезона          | Финал сезона             |
| ----- | ----- | ------- | ------------------------ | ------------------------ |
|       | 1     | 13      | 2 октября 2017           | 15 января 2018           |
|       | 2     | 16      | 25 сентября 2018         | 26 февраля 2019          |

### Сезон 1 (2017—2018)
| № общий | № в сезоне | Название                                     | Режиссёр        | Автор сценария                | Дата премьеры   | Произв. код | Зрители U.S. (млн) |
| --- | ---------- | -------------------------------------------- | --------------- | ----------------------------- | --------------- | ----------- | ------------------ |
| 1 | 1          | «Уязвимый» «eXposed»                         | Брайан Сингер   | Мэтт Никс                     | 2 октября 2017  | 1LAJ01      | 4.90               |
| Активисты-мутанты из подполья пытаются помочь девушке с генетическими особенностями сбежать из лап правосудия, в ходе чего одна из лидеров, Лорна Дэйн, оказывается схвачена. Тем временем сын прокурора Рида Стракера Энди стараниями издевающихся над ним одноклассников открывает в себе невиданную силу, несущую разрушительные последствия. В попытках спасти младшего брата Лорен Стракер прилюдно использует собственные возможности, после чего всему семейству приходится убегать от жаждущей арестовать подростков Службы стражей. Рид же решает разыграть имеющийся у него козырь, чтобы отправить детей в единственное безопасное для них место. |            |                                              |                 |                               |                 |             |                    |
| 2 | 2          | «Эр Икс» «rX»                                | Лен Вайзман     | Мэтт Никс                     | 9 октября 2017  | 1LAJ02      | 3.79               |
| За год до происходящих событий члены семьи Стракер становятся свидетелями неприятного инцидента, связанного с малолетним мутантом. Наши дни. Арестовав Рида, агент Службы стражей безуспешно пытается надавить на прокурора, а тот, в свою очередь, предлагает ему сделку. Между тем в убежище Лорен с остальными мутантами пытаются справиться с побочными эффектами от перегрузки нервной системы Блинк. Маркос с Кейт рискуют свободой, чтобы достать необходимые девушке лекарства. Тем временем Лорна сталкивается с тюремной реальностью, а Энди учится применять свою силу во благо.                                                                  |            |                                              |                 |                               |                 |             |                    |
| 3 | 3          | «Исход» «eXodus»                             | Скотт Питэрс    | Рашад Райсани                 | 16 октября 2017 | 1LAJ03      | 3.46               |
| Уже при первой встрече между Лорной и Маркосом вспыхивает чувство. Теперь, когда Полярис осознала свою участь, девушке предлагают пойти на сделку, в то время как Рид в процессе выполнения его части договора ставит под сомнение верность своего выбора. Между тем Кейт в надежде вызволить мужа законными методами тайно обращается к брату, однако из-за небольшого нюанса члены ее семьи оказываются в опасности. Чтобы спасти женщину и отправившихся за ней Маркоса с Буревестником, Соня испытывает на Кларис свои способности. Тёрнер же получает неожиданный звонок, а Кейт добывает крупицу информации о судьбе супруга.                          |            |                                              |                 |                               |                 |             |                    |
| 4 | 4          | «Стратегия выхода» «eXit strategy»           | Карен Гавиола   | Мэридит Лавэндэр и Марси Улин | 23 октября 2017 | 1LAJ04      | 3.36               |
| Два года назад пытаясь спасти мутантов из центра переселения, группа Джона и Маркоса теряет часть своих товарищей в перестрелке. В настоящем ради получения информации о маршруте перевозки Полярис и Рида между тюрьмами Маркосу приходится вернуться к оставленной в прошлом жизни и заключить сделку со старой знакомой. Между тем дети Стракеров учатся работать сообща, Блинк пытается разобраться в новых воспоминаниях, а Джон раскрывает неприятную правду о лучшем друге, считавшимся погибшим. Рид же пытается завладеть доверием Лорны, но сделать это оказывается непросто.                                                                      |            |                                              |                 |                               |                 |             |                    |
| 5 | 5          | «В коробке» «boXed in»                       | Иеремия Чечик   | Джим Камполонго               | 30 октября 2017 | 1LAJ05      | 3.43               |
| 6 | 6          | «Шесть» «got your siX»                       | Крэйг Зибелс    | Мелинда Хсу Тейлор            | 6 ноября 2017   | 1LAJ06      | 3.17               |
| 7 | 7          | «Чрезвычайные меры» «eXtreme measures»       | Стивен Сурджик  | Майкл Горовитц                | 13 ноября 2017  | 1LAJ07      | 3.00               |
| 8 | 8          | «Угроза исчезновения» «threat of eXtinction» | Стивен ДэПол    | Карли Сотэрас                 | 20 ноября 2017  | 1LAJ08      | 2.90               |
| 9 | 9          | «Перехитрить» «outfoX»                       | Лиз Фрайдлэндэр | Брэд Маркес                   | 4 декабря 2017  | 1LAJ09      | 2.81               |
| 10 | 10         | «Эксплуатируемый» «eXploited»                | Крэйг Зибелс    | Джим Камполонго               | 11 декабря 2017 | 1LAJ10      | 2.78               |
| 11 | 11         | «Трое на одного» «3 X 1»                     | Дэвид Стрэйтон  | Мелинда Хсу Тейлор            | 1 января 2018   | 1LAJ11      | 2.54               |
| 12 | 12         | «Добыча» «eXtraction»                        | Скотт Питэрс    | Майкл Горовитц                | 15 января 2018  | 1LAJ12      | 3.42               |
| 13 | 13         | «Путь Икс» «X-roads»                         | Стивен Сурджик  | Мэтт Никс и Джим Гарви        | 15 января 2018  | 1LAJ13      | 3.42               |

### Сезон 2 (2018—2019)
| № общий | № в сезоне | Название                               | Режиссёр             | Автор сценария                  | Дата премьеры    | Произв. код | Зрители U.S. (млн) |
| ------- | ---------- | -------------------------------------- | -------------------- | ------------------------------- | ---------------- | ----------- | ------------------ |
| 14      | 1          | «Выход» «eMergence»                    | Роберт Дункан МакНил | Мэтт Никс                       | 25 сентября 2018 | 2LAJ01      | 2.58               |
| 15      | 2          | «Отстегнуть» «unMoored»                | Стивен ДэПол         | Рашад Райсани                   | 2 октября 2018   | 2LAJ02      | 2.25               |
| 16      | 3          | «Осложнения» «coMplications»           | Майкл Гои            | Майкл Горовитц                  | 9 октября 2018   | 2LAJ03      | 2.06               |
| 17      | 4          | «Превосходить» «outMatched»            | Дэран Сарафиан       | Марта Жэнэ Кэмпс                | 16 октября 2018  | 2LAJ04      | 1.93               |
| 18      | 5          | «Последствия» «afterMath»              | Скотт Питэрс         | Мелисса Р. Байэр и Трина Хэнкок | 30 октября 2018  | 2LAJ05      | 1.96               |
| 19      | 6          | «Отпечаток» «iMprint»                  | Майкл Гои            | Доун Камоче и Ариэлла Блэджэр   | 6 ноября 2018    | 2LAJ06      | 2.31               |
| 20      | 7          | «Нет милосердию» «no Mercy»            | Нина Лопез-Коррадо   | Брэд Маркес                     | 13 ноября 2018   | 2LAJ07      | 1.89               |
| 21      | 8          | «Мечта» «the dreaM»                    | Роберт Дункан МакНил | Карли Сотэрас                   | 27 ноября 2018   | 2LAJ08      | 2.17               |
| 22      | 9          | «Изменить правила игры» «gaMe changer» | Эллисон Лидди-Браун  | Мелинда Хсу Тэйлор              | 4 декабря 2018   | 2LAJ09      | 2.02               |
| 23      | 10         | «Враг моего врага» «eneMy of My eneMy» | Грэгори Прэндж       | Майкл Горовитц                  | 1 января 2019    | 2LAJ10      | 1.73               |
| 24      | 11         | «Сувенир» «meMento»                    | Мэгги Кайли          | Джим Гарви                      | 8 января 2019    | 2LAJ11      | 2.07               |
| 25      | 12         | «Дом» «hoMe»                           | Доун Уилкинсосн      | Марта Жэнэ Кэмпс                | 15 января 2019   | 2LAJ12      | 1.59               |
| 26      | 13         | «Соблазнённый» «teMpted»               | Джонатан Фрейкс      | Мелисса Р. Байэр и Трина Хэнкок | 22 января 2019   | 2LAJ13      | 1.82               |
| 27      | 14         | «Катастрофа» «calaMity»                | Стивен Сурджик       | Джэйсон Лазарчек                | 12 февраля 2019  | 2LAJ14      | 1.60               |
| 28      | 15         | «Чудовища» «Monsters»                  | Скотт Питэрс         | Карли Сотэрас                   | 19 февраля 2019  | 2LAJ15      | 1.61               |
| 29      | 16         | «Знаки» «oMens»                        | Роберт Дункан МакНил | Мэтт Никс                       | 26 февраля 2019  | 2LAJ16      | 1.61               |

## Производство

### Разработка
В июле 2016 года, после того, как Fox не принял сериал по Клубу Адского Пламени, канал заказал съёмки пилотных эпизодов нескольких проектов, основанных на комиксах о Людях Икс. Новый пилот, написанный фанатом Людей Икс Мэттом Никсом, рассказывал о жизни обычных родителей, обнаруживших сверхспособности у своих детей. Президент Fox Entertainment Дэвид Мэдден сказал, что «разработка собственности Marvel была главным приоритетом для сети, и мы очень довольны тем, как Мэтт Никс привел нас в эту захватывающую вселенную». Производством сериала занимается 20th Century Fox Television в сотрудничестве с Marvel Television, а Мэтт Никс выступает в качестве шоураннера. Продюсерские функции делят продюсеры фильмов о Людях Икс Брайен Сингер, Лорен Шулер Доннер, Саймон Кинберг и руководители Marvel Television Джеф Лоуб и Джим Чорри.
Ранние версии пилотного сценария Мэтта Никса были «с энтузиазмом» приняты руководством Fox, а председатель Fox и главный исполнительный директор Гэри Ньюман ожидал финальный вариант сценария в начале января 2017 года, заказ пилота предполагался в течение последующей пары недель. Сеть надеялась начать трансляцию потенциального сериала в телевизионном сезоне 2017—18. Никс надеялся снять сериал из 12 или 13 эпизодов, а не традиционных 22-х, и добавил, что, будучи поклонником комиксов Люди Икс, «вы не хотите просто повторять то, что остальные сделали до вас снова и снова, но в то же время вы осознаете, что это важно, и что я должен кое-что 10-летнему себе прямо сейчас. И я уважаю это, потому что тот ребенок одержимо читал комиксы, и нужно, чтобы было что-то полезное для него». Fox официально заказали пилотный эпизод как «безымянный сериал Marvel» в конце месяца.
Доннер упомянула название «Одарённые» в марте; позже это название было подтверждено как временное. 9 мая Фокс заказали сериал «Одаренный». Обозреватели назвали пилот «одним из самых горячих пилотов сезона [2017]».

### Концепция
Никс описал сериал как «взгляд на мир мутантов со стороны»; фильмы и комиксы «вообще начались с Людей Икс и столкнулись с внешним миром» с их точки зрения, но сериал выглядит «проходящим внутри мира людей, которые уже не являются Людьми Икс и еще не знают этот мир». Он сказал, что шоу расскажет более «личную» историю, чем фильмы, так как сериал «также исследует проблемы, окружающие мутантов, и опыт их жизни, который трудно показать в двухчасовом фильме, потому что [фильм] нуждается в очень быстром развитии сюжета и нужно очень много экшна».

### Кастинг
К началу января 2017 года начался «пробный кастинг» для сериала, с расчётом, что процесс «разгонится» после того, как сериал получит официальный заказ пилотного эпизода. В следующем месяце Блэр Редфорд присоединился к пилоту сериала в роли лидера мутантов Сэма. Джейми Чон исполнит роль Кларис Фонг / Блинк; Стивен Мойер был назначен на роль Рида, отца и одного из главных героев сериала, а Шон Тил исполнит роль Маркоса Диаза / Эклипса, мутанта, созданного специально для сериала. В марте был оглашен первый из центральных детских персонажей сериала: этим персонажем стала Лорен в исполнении Натали Элин Линд. Вскоре за ней последовали Эми Акер, как Кейт, мать и главная героиня сериала, Эмма Дюмон в роли мутанта Лорны Дэйн / Поларис, Перси Хайнс Уайт в роли Энди, второго из двух центральных детских персонажей и Коби Белл в качестве морально неоднозначного Джейса Тернера. После заказа сериала в мае, персонажем, которого играет Редфорд, оказался Джон Праудстар / Буревестник.

### Съёмки
Брайан Сингер, режиссёр нескольких фильмов о Людях Икс, решил сам снимать пилотный эпизод после того, как изменился график съёмок фильма, который он режиссировал. Он подчеркнул, что «тонально и визуально сериал будет очень отличаться» от фильмов, и сказал, что «будет что-то похожее визуально, но в глубине души это рассказ о семье». 27 января Сингер начал подготовку к производству. Съёмки пилота под рабочим названием «Небеса» начались 13 марта 2017 года в Далласе, и были завершены к 11 апреля. Некоторые дополнительные съёмки для пилота были также проведены в конце месяца.

### Связь с другими проектами
Доннер объяснила в январе 2017 года, что в отличие от первого сериала по мотивам комиксов о Людях Икс «Легион», этот сериал «гораздо больше является частью всего мира с точки зрения наличия мутантов; мутантов ненавидят … вы чувствуете, что находитесь в мире Людей Икс». Несмотря на это, «кинематографическая вселенная не будет волноваться о … этих телевизионных мирах вообще. Фильмы о Людях Икс будут следовать своим собственным путём». Никс добавил, что фильмы о Людях Икс «не все идеально подходят друг к другу. Поэтому я не хочу загонять себя в определённые рамки, но если вам нравится этот мир и мир фильмов, есть определенные намёки на то, что сериал и фильм определенно существуют в одной и той же общей вселенной». Он хотел, чтобы эта связь была тесной, как и в сериале Агенты «Щ.И.Т.» и фильмах кинематографической Вселенной Marvel: "Я думаю [это] здорово, но «Агенты „Щ. И. Т.“» уже сделал это".
Никс отметил, что основная задача сериала — дать возможность «заявленным мутантам сказать что-то важное», но «в то же время обойти стороной такие побочные вопросы, как „где Росомаха?“... Я не хотел сделать что-нибудь вроде „Росомаха просто за кадром!“... Вы знаете, что я имею в виду; поэтому сериал существует в мире, где для ответов на эти вопросы не требуется называть много имен или тратить время на решение этой проблемы». Кроме того, «есть определенное количество этих [существующих] персонажей, которые я могу использовать, и я использую некоторых из них, но есть и другие, которых я создаю специально для сериала». Вскоре он уточнил, что сериал «содержит некоторые персонажи, увидев которых фанаты придут в восторг. Я не могу говорить конкретно, но и не могу не сказать, что в нем нет Людей Икс». Одна группа существующих персонажей, которая, по словам Доннер, будет показана в сериале, Стражи, роботы, которые охотятся на мутантов, которые появились в нескольких фильмах, хотя их образ в сериале «сильно отличается от того, что мы видели раньше»

## Показ
Первый сезон транслировался на телеканале «Fox» с 2 октября 2017 года по 15 января 2018 года. Второй с 25 сентября 2018 года по 26 февраля 2019 года.